# Ramón Salvador Celades
Ramón Salvador Celades (Vistabella del Maestrat, 1839 - 1918) fou un polític i farmacèutic valencià, diputat a les Corts Espanyoles durant la restauració borbònica.

## Biografia
Militant del Partit Conservador, fou cap dels partidaris de Francisco Silvela a la província de Castelló, oposat a Victorino Fabra Adelantado, i després seria cap de la fracció d'Eduardo Dato e Iradier. Fou vicepresident de la Diputació Provincial de Castelló el 1883-1884, 1886-1887 i 1888-1891, i president de 1892 a 1896, i a les eleccions generals espanyoles de 1914 fou elegit diputat pel districte d'Albocàsser. També fou nomenat governador civil de les províncies de Jaén (1905) i Almeria.